# The Myth of Matriarchal Prehistory
The Myth of Matriarchal Prehistory – Why an Invented Past Won’t Give Women a Future (Der Mythos der matriarchalen Frühgeschichte – Warum eine erfundene Vergangenheit Frauen keine Zukunft gibt) ist ein im Jahr 2000 erschienenes Sachbuch der amerikanischen Religionswissenschaftlerin Cynthia Eller. Die Autorin, die sich selbst als Feministin beschreibt, kritisiert die These einer matriarchalen Frühgeschichte vor allem aus ideologiekritischer Sicht. Sie argumentiert, dass die Ideen, wie sie von Autorinnen wie Marija Gimbutas, Riane Eisler oder Elizabeth Gould Davis (The First Sex) vertreten wurden, nicht von anthropologischen oder archäologischen Studien gestützt werden. Eller zufolge ist der Mythos des Matriarchats ein Wunschdenken. An Matriarchate werde eher aus einem Legitimationsbedürfnis heraus geglaubt und nicht aufgrund von Beweisen.

## Inhalt
Die ersten Kapitel in Ellers Werk konzentrieren sich darauf, warum die Theorie des prähistorischen Matriarchats für heutige Feministinnen attraktiv ist. Sie wurde in den späten 1960ern von einer differenzfeministischen Strömung der Frauenbewegung aufgegriffen und erhielt in den 1970ern ihren modernen Charakter als „verlorenes Paradies“. Matriarchat erfülle für diesen Teil der Frauenbewegung eine vergleichbare Funktion wie der Urkommunismus für die Arbeiterbewegung des 19. Jahrhunderts. In den 1990ern war der Mythos zu einem Teil der Mainstreamkultur in den USA geworden.
Eller argumentiert, dass die moderne Theorie der prähistorischen Matriarchate stark von den Arbeiten der Archäologin Marija Gimbutas über alte europäische Kulturen beeinflusst ist. Die soziale Struktur der Gesellschaften der Kurgankultur und der semitischen Gesellschaften, die angeblich das Patriarchat etabliert haben, passe jedoch nicht zu den Ideen der Matriarchatstheoretikerinnen. Außerdem werde nach Ellers Ansicht das Überdauern des Patriarchats nur unzureichend erklärt.
Eller kritisiert die Vorstellung, dass die reproduktiven Fähigkeiten von Frauen der Grund dafür gewesen seien, sie in der Frühgeschichte als heilig zu betrachten. Sie argumentiert, dass es sich dabei letztlich um die bloße Umkehr antifeministischer Einstellungen handle. Es sei auffällig, dass die Matriarchatstheoretikerinnen die beschützenden und mütterlichen Qualitäten von Frauen in der gleichen Weise preisen wie protestantische und katholische Fundamentalisten.
Im nächsten Teil von The Myth of Matriarchal Prehistory versucht Cynthia Eller zu zeigen, dass die Archäologie und Anthropologie prähistorischer wie auch sog. „primitiver“ noch existierender Gesellschaften keinerlei Beweise dafür lieferten, dass Frauen in diesen Gesellschaften einen höheren Status genossen hätten als in modernen christlichen, jüdischen, islamischen, indischen oder ostasiatischen Gesellschaften. Sie zeigt, dass in den erforschten „primitiven“ Gesellschaften die biologische Vaterschaft nicht ignoriert wird und dass die Heiligkeit der Mutterschaft oder die Präsenz von Göttinnen nicht den sozialen Status von Frauen verbesserten. In modernen Gesellschaften werde, wie Marina Warner in Alone of All Her Sex – The Myth and Cult of the Virgin Mary (dt. Maria, München 1982) gezeigt habe, der Status von Frauen durch die Verehrung des weiblichen Göttlichen eher reduziert.
Eller kritisiert anschließend, wie willkürlich die Matriarchatstheoretikerinnen archäologische Funde interpretieren. Dies zeige sich besonders darin, wie sie in den unterschiedlichsten Bildern den Mond oder Abbildungen von Frauen zu erkennen meinen. Die Rekonstruktion (Interpretation) archäologischer Artefakte durch die Matriarchatstheoretikerinnen weise die gleiche Tendenz auf.
Der letzte Teil von The Myth of Matriarchal Prehistory versucht aufzuzeigen, dass es keine Beweise für die sogenannte „patriarchale Revolution“ gibt, wie sie in Büchern wie The First Sex beschrieben wird. Was die Vertreterinnen der Matriarchatstheorie als kompletten Wandel der Sozialstruktur beschreiben, war Cynthia Eller zufolge lediglich eine Machtübernahme durch eine andere Gruppe im Europa der Jungsteinzeit.

## Weblink
- Bei Academia.edu ist ein E-Book mit Anmeldezwang aber kostenlosem Vollzugriff abrufbar: The Myth of Matriarchal Prehistory (E-Book)

## Ausgaben
- Cynthia Eller: The Myth of Matriarchal Prehistory – Why an Invented Past Won’t Give Women a Future. Beacon Press, Boston 2000, ISBN 0-8070-6792-X (englisch; 1. Kapitel auf cynthiaeller.com).

## Rezensionen
- Lilian Calles Barger: Cynthia Eller. The Myth of Matriarchal Prehistory – Why an Invented Past Won t Give Women a Future. In:  Women’s Studies. Band 31, Nr. 5, 2002, S. 693–695 (englisch; doi:10.1080/00497870214049).
- Rebecca Maksel: Review The Myth of Matriarchal Prehistory: Why an Invented Past Won't Give Women a Future. In: Journal of American Folklore, vol. 114 no. 454, 2001, pp. 508–509. Project MUSE, doi:10.1353/jaf.2001.0037
- Catherine L. Heite: Book-Review: The Myth of Matriarchal Prehistory or: Why an Invented past Won't Give Women a Future. In: North American Archaeologist, Vol. 22 (3)/2001, S. 297f., doi:10.2190/NYBY-G6A2-BH7A-PJ1U
- Kristy Coleman: Matriarchy and Myth. In: Religion. Band 32, Nr. 3, 2001, S. 247–263 (englisch; doi:10.1006/reli.2001.0333).
- Natalie Angier: Goddess Theory – A survey of the matriarchal myth and its origins. In: The New York Times. 17. September 2000 (englisch).
- Joan Marler: The Myth of Universal Patriarchy: A Critical Response to Cynthia Eller’s Myth of Matriarchal Prehistory. Feminist Theology. In: Belili.org. 2003 (englisch; auch erschienen in Feminist Theology. Band 14, Nr. 2, 2006, S. 163–187).
  - Joan Marler: Der Mythos vom ewigen Patriarchat. Eine kritische Antwort auf Cynthia Ellers: Der Mythos von der matriarchalen Frühgeschichte. In:  Die Diskriminierung der Matriarchatsforschung. Eine moderne Hexenjagd, Aufsatzsammlung hrsg. von der AutorInnengemeinschaft. Mit Beiträgen von Claudia von Werlhof, Heide Göttner-Abendroth u. a., Edition Amalia, Bern 2003, ISBN 978-3-905581-21-8, S. 109–129